# Pola Uddin
Manzila Pola Khan Uddin, baronne Uddin, (bengali : মানযিলা পলা উদ্দিন; Romanisé : Manzila Pôla Uddin ; née le 17 juillet 1959) est une pair britannique et une militante communautaire d'origine bangladaise, étant la première femme musulmane et la deuxième femme asiatique à siéger au Parlement du Royaume-Uni.

## Jeunesse
Uddin est née à Rajshahi, dans la division de Rajshahi, au Pakistan oriental (aujourd'hui le Bangladesh). Elle déménage avec ses parents au Royaume-Uni en 1973, alors qu'elle a 13 ans et elle grandit dans l'East End de Londres. Elle fréquente la Plashet School à East Ham et fait ses études à l'Université du nord de Londres, où elle obtient un diplôme en travail social.

## Carrière politique
Uddin commence sa carrière professionnelle en créant et en dirigeant des groupes de travail communautaires à la fin des années 1970. En 1980, elle commence à travailler comme travailleuse auprès des jeunes et de la communauté au YWCA, puis comme agente de liaison pour les services sociaux de Tower Hamlets et gestionnaire du projet de santé des femmes de Tower Hamlets. Elle travaille pour les services sociaux de Newham en 1988. En 1990, Uddin est élue conseillère travailliste dans le quartier londonien de Tower Hamlets, la première femme bengali à occuper un tel poste dans une autorité locale au Royaume-Uni. Elle est chef adjointe du conseil de Tower Hamlets de 1994 à 1996.
En 1997, elle pose sa candidature pour être candidate parlementaire travailliste dans la circonscription de Bethnal Green et Bow, mais n'est pas retenue. Nommée «pair du travail » travailliste par Tony Blair, elle est créée baronne Uddin, de Bethnal Green dans le quartier londonien de Tower Hamlets,. Elle est la plus jeune femme sur les bancs et la seule femme musulmane et asiatique à être nommée à la Chambre des Lords.
Uddin milite depuis longtemps pour l'augmentation des compétences des femmes asiatiques vivant en Grande-Bretagne. Elle créé le premier centre d'éducation et de formation spécialement conçu pour les femmes asiatiques au Royaume-Uni, le Jagonari Center, situé à Whitechapel, dans l'est de Londres, en 1999. Uddin est membre du comité de mise en œuvre de l'EOP et administrateur de St Katherine's et Shadwell Trust.
En 2008, elle est nommée présidente du groupe de travail des femmes des minorités ethniques.
En 2010, le Comité exécutif national du Parti travailliste suspend Uddin du Parti à la suite de son implication dans le scandale des dépenses parlementaires. En 2019, un porte-parole du parti travailliste déclare qu'Uddin est toujours membre du parti travailliste.
En décembre 2019, Uddin fait campagne pour le candidat du Parti travailliste pour Poplar and Limehouse Apsana Begum lors des élections générales de 2019.
En mai 2009, un article de l'équipe du Sunday Times Insight allègue qu'Uddin a demandé des remboursements de dépenses à la Chambre des Lords pour un appartement à Maidstone, dans le Kent, comme résidence principale, alors qu'elle ne l'occupe pas et le loue, et habite à proximité de Londres.
Le 18 octobre 2010, le comité des privilèges et de la conduite de la Chambre des Lords statue que la baronne Uddin a « agi de mauvaise foi » et recommande qu'on lui demande de rembourser 125 349 £ et qu'elle soit suspendue du Parlement jusqu'à Pâques 2012.
En décembre 2011, le comité de la Chambre des Lords recommande qu'Uddin et Lord Hanningfield ne soient pas autorisés à revenir chez les Lords tant que les dépenses impayées n'auraient pas été remboursées. L'argent est remboursé en 2012 avec l'aide de 124 000 £ de prêts d'amis, et elle revient à la Chambre des Lords en mai 2012.

## Vie privée
Uddin est mariée à Komar Uddin; sa famille est originaire de Chhatak, Sunamganj à Sylhet. Ensemble, ils ont quatre fils et une fille.